# Felicia Afrăsiloaie
Felicia Afrăsiloaie   (Piatra Neamț, 16 de gener de 1954) és una remadora romanesa, ja retirada, que va competir durant la dècada de 1970.
El 1976 va prendre part en els Jocs Olímpics d'Estiu de Mont-real on guanyà la medalla de bronze en la competició del quàdruple scull amb timoner del programa de rem. Formà equip amb Ioana Tudoran, Maria Micșa, Elisabeta Lazăr i Elena Giurcă i fou la primera medalla olímpica de la història del rem femení romanès.
En el seu palmarès també destaca una medalla de plata al Campionat del món de rem de 1977.
Un accident de cotxe l'obligà a retirar-se de la competició el 1978.